# In Joy and Sorrow
"In Joy and Sorrow" je pjesma finskog sastava HIM. Objavljena je 8. listopada 2001. godine kao drugi singl s albuma Deep Shadows and Brilliant Highlights, gdje je četvrta pjesma po redu. Pjesmu je napisao Ville Valo, a producirao ju je T.T. Oksala. U 2006. godini "In Joy and Sorrow" je objavljen s "Pretending" kao dupli singl. Pjesma je dospjela na broj dva u Finskoj.

## Popis pjesama
- Međunarodno limitirano izdanje

1. "In Joy and Sorrow" (radio verzija) – 3:33
2. "Again" – 3:29
3. "In Joy and Sorrow" (string verszija) – 5:02
4. "Salt in Our Wounds" (Thulsa Doom version) – 7:02
5. "Beautiful" (Third Seal) – 4:46
6. "In Joy and Sorrow" (spot) – 3:33

- Njemački i nizozemski CD singl

1. "In Joy and Sorrow" (radio verzija) – 3:33
2. "Again" – 3:29
3. "In Joy and Sorrow" (string verzija) – 5:02

- Finsko izdanje

1. "In Joy and Sorrow" (radio verzija) – 3:33

- In Joy and Sorrow"/"Pretending" dupli singl

1. "In Joy and Sorrow" (string verzija) – 5:04
2. "Pretending" (akustična verzija) – 4:02

## Ljestvice
| Ljestvica (2001.) | Najviša pozicija |
| ----------------- | ---------------- |
| Finska            | 2                |
| Njemačka          | 17               |
| Švicarska         | 98               |